# Actinium(III)-oxid
Actinium(III)-oxid ist eine anorganische chemische Verbindung des Actiniums aus der Gruppe der Oxide.

## Gewinnung und Darstellung
Actinium(III)-oxid kann durch Reaktion von Salpetersäure-Lösung gefälltem Actinium(III)-oxalat in einer Sauerstoffatmosphäre bei 1100 °C gewonnen werden.
{\displaystyle \mathrm {Ac_{2}(C_{2}O_{4})_{3}\longrightarrow Ac_{2}O_{3}+3\ CO_{2}+3\ CO} }

## Eigenschaften
Actinium(III)-oxid ist ein weißer Feststoff. Er besitzt eine trigonale Kristallstruktur vom Lanthanoxid-Typ mit der Raumgruppe P3m1 (Raumgruppen-Nr. 164) und den Gitterparametern a = 4,08 Å, c = 6,30 Å.